# Lijst van middeleeuwse landen op de Britse Eilanden

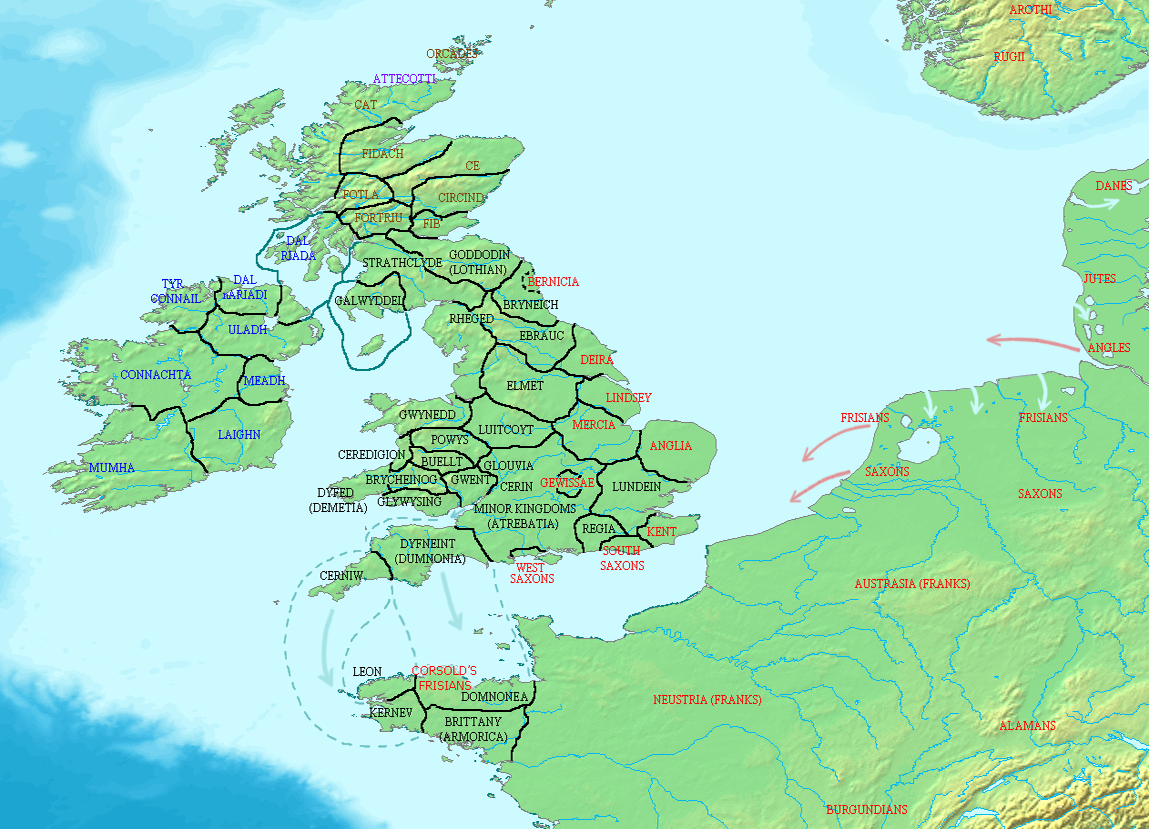
Brittannië 500 AD

## Pictisch
- Cait
- Ce
- Circinn
- Fib
- Fidach
- Fotla
- Fortriu

## Brits Keltisch
- Bryneich
- Buellt
- Ceredigion
- Brycheiniog
- Deheubarth
- Dyfed
- Dyfneint
- Elmet
- Ergyng
- Gododdin
- Glywysing
- Gwynedd
- Kernow
- Meirionydd
- Morgannwg
- Pengwern
- Powys
- Rheged
- Seisyllwg
- Strathclyde

## Goidelisch
- Alba
- Dalriada
- Moray

## Angelsaksisch

Engeland 878 AD

- Bernicia
- Deira
- East Anglia
- Essex
- Hwicce
- Kent
- Lindsey
- Magonsæte
- Mercia
- Northumbria
- Sussex
- Wessex

## Viking
- Danelaw
- Jórvík
- Orkneyeilanden
- Man